# Вагнер, Ханс
Ханс Ва́гнер (нем. Hans Wagner; 6 октября 1949, Нойбойерн) — немецкий бобслеист, разгоняющий, выступал за сборную ФРГ в конце 1970-х годов. Участник зимних Олимпийских игр в Лейк-Плэсиде, чемпион мира в зачёте четырёхместных экипажей, призёр многих международных турниров и национальных первенств.

## Биография
Ханс Вагнер родился 6 октября 1949 года в коммуне Нойбойерн, район Розенхайм. С детства увлёкся спортом, был членом расположенного поблизости спортивного клуба «Ольштадт», где освоил профессию бобслейного разгоняющего. Со временем стал показывать неплохие результаты и вскоре присоединился к команде пилота Штефана Гайсрайтера, который выступал в основном составе национальной сборной. Первого серьёзного успеха в бобслее добился в 1979 году, когда их с Гайсрайтером четырёхместный экипаж, куда также вошли разгоняющие Дитер Гебард и Хайнц Буше, занял первое место на домашнем чемпионате мира в Кёнигсзе, опередив четвёрку признанного фаворита из ГДР Майнхарда Немера. 
Благодаря череде удачных выступлений в 1980 году Вагнер удостоился права защищать честь страны на зимних Олимпийских играх в Лейк-Плэсиде. Выступал в четырёхместном экипаже пилота Петера Хелля совместно с разгоняющими Вальтером Барфусом и Хайнцем Буше — в итоге их команда финишировала седьмой. Вскоре после этих соревнований Ханс Вагнер принял решение завершить карьеру профессионального спортсмена, уступив место в сборной молодым немецким бобслеистам.